# Düyərli (Şəmkir)
Düyərli è un comune dell'Azerbaigian situato nel distretto di Şəmkir.